# Matt Willis
 (novembre 2023).
Si vous disposez d'ouvrages ou d'articles de référence ou si vous connaissez des sites web de qualité traitant du thème abordé ici, merci de compléter l'article en donnant les références utiles à sa vérifiabilité et en les liant à la section « Notes et références ».
Pour les articles homonymes, voir Willis.
Matthew James Willis (né le 8 mai 1983 à Tooting, Londres) est un auteur et interprète anglais. Il est devenu célèbre grâce au groupe Busted dont il était le bassiste et chanteur.

## Jeunes années
Willis est né « Matthew James Willis » à Tooting, Londres. Plus tard, il a déménagé pour East Molesey, où il a grandi, puis à Woking.
Willis a un grand frère, Darren. Leurs parents ont divorcé quand Matt avait trois ans. Sa mère s'est ensuite remariée et a eu la demi-sœur de Matthew et Darren, Amanda. Durant son enfance, Matt a eu trois noms de famille : Willis, son nom de naissance, Woods après le divorce de ses parents, et Sargeant après le second mariage de sa mère.
Matt a avoué qu'il était un « enfant à problèmes ». Régulièrement, il sortait en douce de chez lui, en s'aidant de la gouttière. Il était aussi atteint d'ostéoporose, d'un rétrécissement du champ visuel, d'asthme et d'hyperactivité.

## Éducation
Matt a fréquenté le Woking High School après avoir demandé à quitter son précédent lycée, avant de fréquenter l'établissement privé Sylvia Young Theatre School à Marylebone, Londres, où il a rencontré ses amis proches Lee Ryan, Tom Fletcher du groupe McFly, Billie Pipper, Jodi Albert et Amy Winehouse. Cette dernière a d'ailleurs ouvertement révélé qu'elle admirait Matt à l'école : 'Oui, nous aimions tous Matt. Je l'admirais, tout le monde l'admirait.'

## Busted

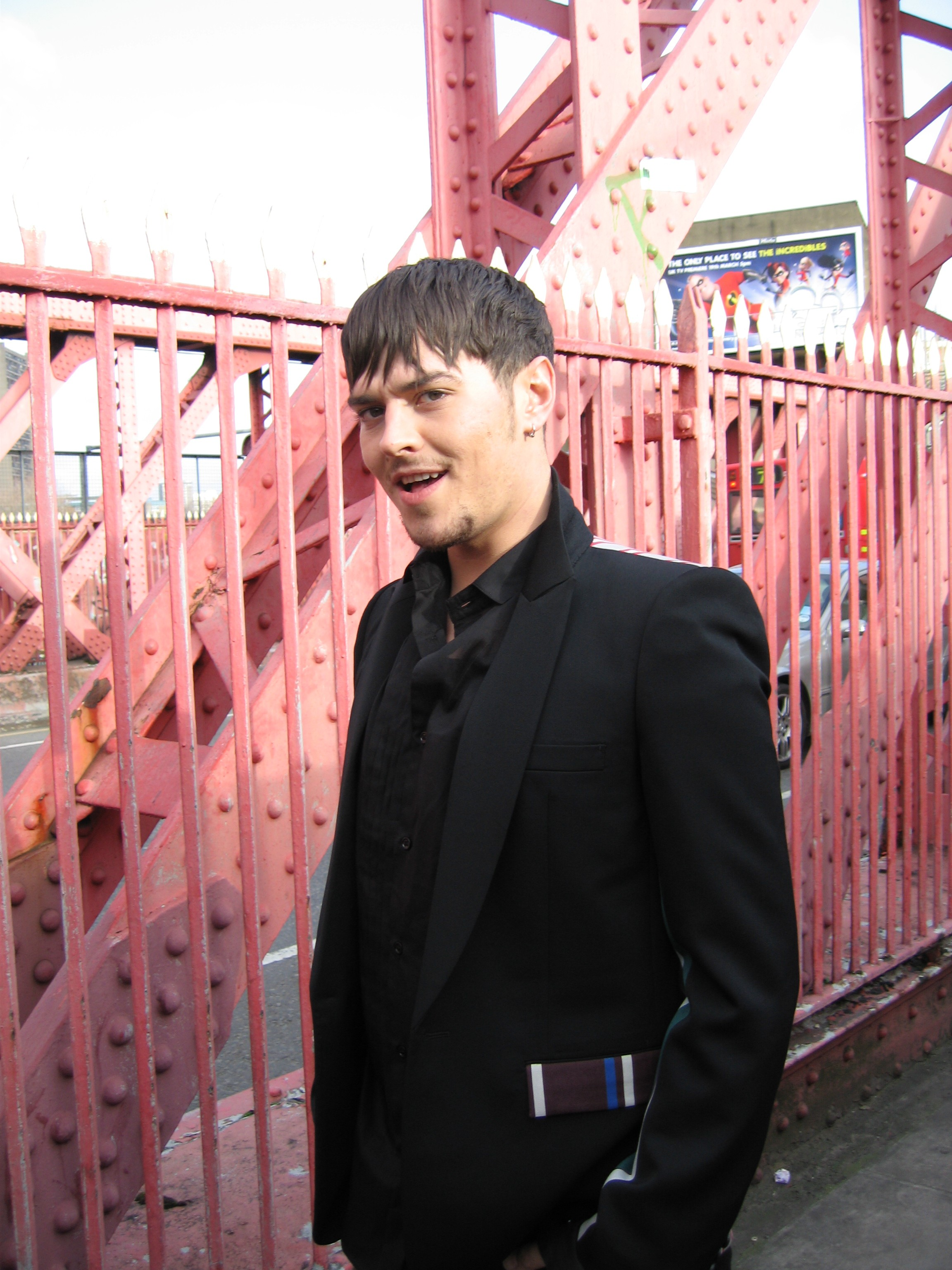

Busted est un groupe britannique assez connu, composé de Matt Willis à la basse, James Bourne à la guitare rythmique et Charlie Simpson à la guitare (et, occasionnellement, à la batterie). Tous les trois chantaient. Busted s'est formé en 2001, et le groupe s'est séparé le 14 janvier 2005. Dans plusieurs pays, le groupe était connu sous le nom de Bust.
En 2015 le groupe se reforme.

## Carrière solo
Après une brève cure de désintoxication, après la séparation de Busted, Matt entame une carrière solo chez Mercury Records. Il sortit plusieurs singles durant 2005 et 2006 : 'Up All Night', 'Hey Kid', 'Don't Let It Go To Waste' et la reprise d'une chanson des The Primitives, 'Crash' pour le film 'Les Vacances de Mr Bean'.
En 2006 il participe et remporte l'émission d'ITV I'm a Celebrity... Get Me Out of Here !. 
Ensuite Matt décide qu'il est temps de changer. Au moment où il devait partir pour sa première tournée britannique solo, il se fait virer par sa maison de disques Prestique Management. Plus tard, il décide de quitter son label Mercury Records. "Ce n'est pas le simple fait de laisser tomber un artiste, mais juste que nous avons tous deux le sentiment que nous avons atteint un point où il nous est impossible d'aller de l'avant."